# (10293) Pribina
(10293) Pribina est un astéroïde de la ceinture principale.

## Description
(10293) Pribina est un astéroïde de la ceinture principale d'astéroïdes. Il fut découvert le 5 octobre 1986 à Piwnice par Milan Antal. Il présente une orbite caractérisée par un demi-grand axe de 3,00 UA, une excentricité de 0,07 et une inclinaison de 9,0° par rapport à l'écliptique.

## Compléments